# Франчук, Афанасий Сергеевич
Афанасий Сергеевич Франчук (4 января 1913, Зеленцы, Подольская губерния, Российская империя — 13 февраля 2000, Щёлково, Московская область) — старший машинист компрессорного цеха Московской станции подземного хранения газа Министерства газовой промышленности СССР, Щёлковский район Московской области. Герой Социалистического Труда (1966).

## Биография
Родился в 1910 году в крестьянской семье в селе Зеленцы (сегодня — Староконстантиновский район Хмельницкой области, Украина). Окончил 6 классов начальной школы. Во время раскулачивания вместе с родителями сослан в Сибирь, откуда он в 1928 году без документов добрался пешком к своей старшей сестре, проживавшей в Московской области. Позднее окончил курсы механизации в посёлке Сапожок Рязанской области и с 1932 года трудился трактористом в Шиловском районе Рязанской области. С 1934 года — механизатор Григорьевской МТС в селе Врачово Луховицкого района. В 1939 году по направлению как опытный водитель был отправлен на работу в автогараж Сталинского района Москвы.
В июле 1940 года призван на срочную службу в Красную Армию. С 1942 года участвовал в Великой Отечественной войне. Воевал автомехаником на Карельском фронте на Кестемыско-Мурманском направлении в составе 408-го отдельного батальона связи 31-го стрелкового корпуса. Участвовал в сражениях Петсамо-Киркенесской операции.
После демобилизации проживал в деревне Беляево вместе с супругой. Продолжал трудиться механизатором на Григорьевской МТС. С 1946 года — машинист газомотокомпрессов на строительстве 6-го участка Гавриловского Управления магистрального газопровода Саратов — Москва. За выдающиеся трудовые достижения при строительстве газопровода и за успешное выполнение правительственного задания по газификации Москвы был награждён в 1949 году Орденом Трудового Красного Знамени.
С 1960 года трудился сменным мастером, позднее — старшим мастером при строительстве и позднее — при эксплуатации Щёлковской опытной станции подземного хранилища газа, которая была введена в полное действие в 1964 году. Указом Президиума Верховного Совета СССР от 1 июля 1966 года «за выдающиеся заслуги в развитии газовой промышленности и достижение высоких технико-экономических показателей при выполнении заданий семилетнего плана» удостоен звания Героя Социалистического Труда с вручением ордена Ленина и золотой медали Серп и Молот.
Избирался депутатом Московского областного, Луховицкого и Щёлковского районных Советов депутатов трудящихся.
В 1968 году вышел на пенсию. Проживал в Щёлкове, где скончался в 2000 году. Похоронен на Жегаловском кладбище в Щёлкове.

## Награды
- Герой Социалистического Труда
- Орден Ленина
- Орден Отечественной войны 2 степени (11.03.1985)
- Орден Трудового Красного Знамени (16.03.1949)
- Медаль «За боевые заслуги» (05.11.1944)
- Медаль «За оборону Советского Заполярья» (05.12.1944)
- Отличник газовой промышленности СССР (1965).